# Giuseppe Avallone
Pour les articles homonymes, voir Avallone.
Giuseppe Avallone, né en 1865 à Salerne et mort en 1940 dans la même ville, est un peintre, décorateur et photographe moderniste et contemporain italien des XIXe et XXe siècles.

## Biographie
Giuseppe Avallone fréquente dès son adolescence l'Accademia di belle arti di Napoli et à 16 ans, acheve des études artistiques sous les enseignements de ses maîtres Gioacchino Toma, Francesco Pisante et l'un des plus éminents artistes napolitains du moment, Domenico Morelli. C'est de ce dernier qu'il a appris les bases et techniques les plus difficiles pour son art personnel. Il eut comme camarades Vincenzo Gemito et Paolo Vetri avec qui il partagea les cours avec Morelli. Vetri devint plus tard le gendre de Morelli en épousant sa fille. Il commence à Naples la photographie avec Francesco Paolo Michetti et revint plus tard à sa ville natale pour y enseigner la décoration et la fresque. Il est le père de Pasquale Avallone et de Mario Avallone qui deviendront à leur tour artistes peintres.

## Œuvres
Liste non-exhaustive de ses peintures:
- Paysage, huile sur carton, 26 × 15 cm, date inconnue[2].